# Scenario
Een scenario is een chronologische beschrijving ("draaiboek") van een bepaalde gebeurtenis (of reeks gebeurtenissen) die heeft plaatsgevonden of nog moet plaatsvinden.
Het woord scenario is afkomstig uit het oud-Griekse theater. Het Griekse Σκηνη (skènè) betekent toneel. Via het Italiaans heeft het woord zijn intrede gedaan in het Nederlands.
De term scenario wordt ook gebruikt voor vormen waarin een verhaal een rol speelt, bijvoorbeeld voor een toneelstuk (toneelscenario), film (filmscenario), stripverhaal of roman. Een schrijver van films, televisieseries en stripverhalen wordt een scenarioschrijver of scenarist genoemd. Schrijvers van romans en toneelstukken worden daarentegen met respectievelijk (roman)schrijver en toneelschrijver aangeduid.
In toekomstonderzoek wordt een scenario gebruikt voor een scenariostudie.
Binnen de informatica worden scenario's gebruikt om de interactie tussen de gebruiker en het systeem te beschrijven of tussen componenten van een systeem onderling. Deze worden ook wel 'gebruikersscenario's' of use cases genoemd.